# بلوسور
بلوسور (نام علمی: Bellusaurus sui) نام یک گونه از راسته خزنده‌کفلان است.